# Democracia Nacional
Democracia Nacional (DN) es un partido político español de extrema derecha, creado en 1995, que nunca ha conseguido representación parlamentaria. Es miembro de la Alianza por la Paz y la Libertad.

## Historia

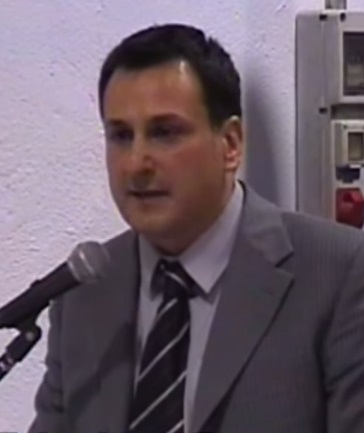
Manuel Canduela, exlíder del partido, en 2011.

La formación fue constituida en enero de 1995 por, entre otros, exmilitantes del CEDADE, de las Juntas Españolas y de Acción Radical. Juan Peligro, dirigente de las Juntas Españolas, fue su primer presidente.
Francisco Pérez Corrales lideró el partido cuando Peligro dejó la presidencia. Corrales fue sustituido por una Mesa Nacional formada por varias personas. Manuel Canduela, cantante y miembro fundador del grupo musical División 250 (englobado en el estilo RAC/Oi!) y condenado judicialmente por su actividad en Acción Radical, accedió en 2004 a la dirección de Democracia Nacional, tras militar en las juventudes del partido. Un año después del acceso de Canduela al liderazgo del partido se produjo el abandono de militantes destacados y cuadros dirigentes, en desacuerdo con Canduela.
Las primeras elecciones a las que se presentó Democracia Nacional fueron las europeas de 1999. Al frente del partido estaba Francisco Pérez Corrales. Obtuvieron 8.053 votos (0,04%). Posteriormente, en las generales de 2000 se presentaron a las elecciones en coalición con el murciano Partido Nacional del Trabajo (PNT), el Movimiento Social Republicano (MSR) y Vértice Español, con el nombre de Plataforma España 2000 y con Francisco Pérez Corrales de nuevo al frente de la candidatura. Obtuvieron 9.562 votos (0,04%). En las elecciones generales del 14 de marzo de 2004 obtuvo 15.180 votos, el 0,06% de los sufragios emitidos. En las generales del 9 de marzo de 2008 obtuvo menos sufragios: 12.588 votos (0,05%).
En las elecciones municipales de 2007 obtuvo tres concejalías: una en Tardajos (provincia de Burgos), donde alcanzó un pacto de gobierno con el Partido Popular y dos en Herradón de Pinares (provincia de Ávila).
Democracia se presentó a las elecciones europeas de 2009, con Manuel Canduela como cabeza de lista. Obtuvo 9.950 votos (el 0,06% de los votos a candidaturas), siendo la vigésima candidatura más votada. En la Comunidad de Madrid obtuvo 2.272 votos (0,10%), siendo la decimocuarta candidatura.
Desde julio de 2013 se unió junto a Alianza Nacional, Nudo Patriota Español, Movimiento Católico Español y Democracia Nacional a la iniciativa La España en Marcha (LEM).
En las elecciones europeas de 2014, Democracia Nacional obtuvo 13079 votos, un 0,08% del total.
En las elecciones municipales españolas de 2015, Democracia Nacional obtuvo un concejal en Cuenca de Campos (Valladolid) cosechando el 16,67% de los votos totales. Además, en la localidad valenciana de Benicarló (Castellón), se quedó a las puertas de entrar al consistorio consiguiendo 351 votos (3,12%). Por otro lado, no logró resultados destacados en las capitales de provincia como: Castellón, León, Huelva o Valladolid.
En las elecciones generales españolas de 2015 obtuvo 1.685 votos, el 0,01% de los sufragios emitidos.Únicamente se presentó en siete circunscripciones: Ciudad Real, León, Soria, Valladolid, Almería, Huelva, Castellón.[cita requerida]
De cara a las elecciones al Parlamento Europeo de 2019 en España, DN se presentó dentro de la coalición electoral «ADÑ Identidad Española» junto con Falange Española de las JONS (FE de las JONS), Alternativa Española (AES) y La Falange (FE).

## Ideología

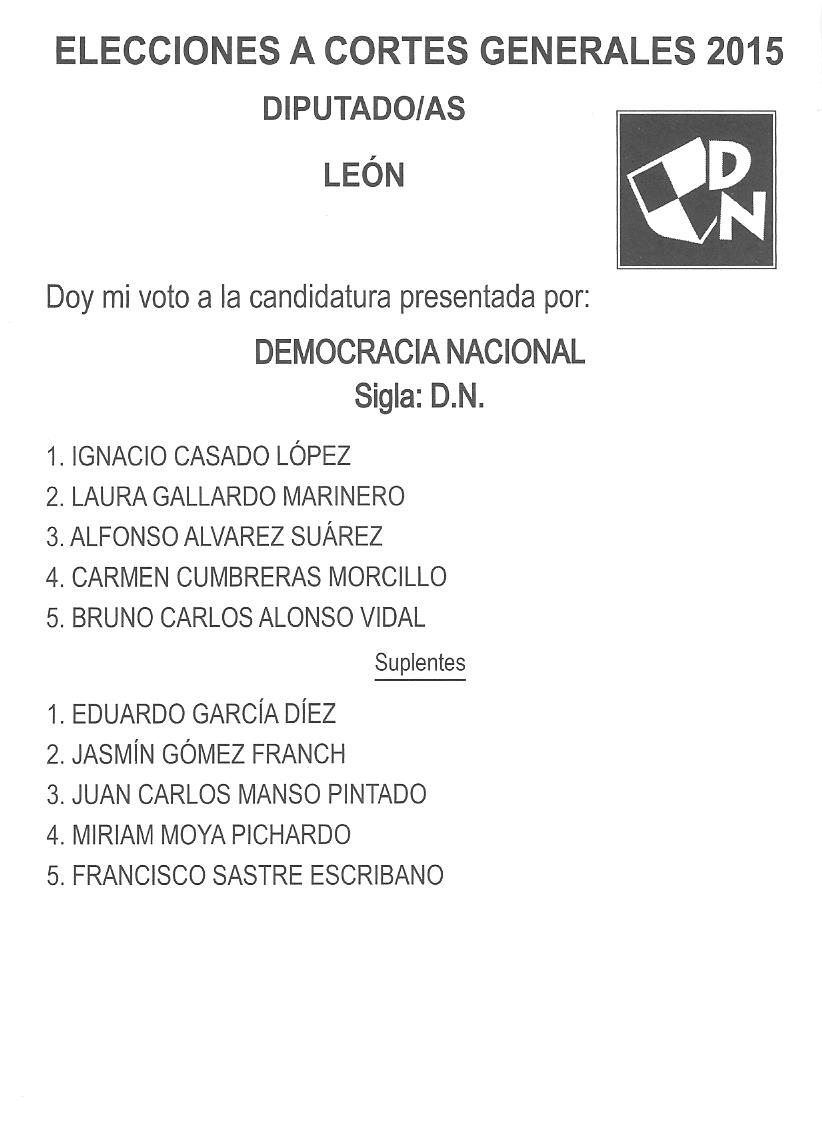
Papeleta electoral de Democracia Nacional.

Democracia Nacional ha sido etiquetado como un partido lepenista (de Jean-Marie), neonazi y encuadrado en el paradigma de la Nueva Derecha Europea. Su ideario recoge un discurso antiinmigración de contenido xenófobo. En política territorial, DN defiende la unidad de España y un nacionalismo español, en clara oposición a los nacionalismos periféricos. En política europea ha defendido una posición claramente euroescéptica, proponiendo la salida del espacio Schengen y del Euro, llegando incluso a considerar que la Unión Europea debe desaparecer.[cita requerida]

## Perfil público y polémicas
El discurso político de DN le ha acarreado múltiples denuncias por xenofobia y racismo. En 2007, los medios de comunicación se hicieron eco de un polémico cartel de este partido, en el que se mostraban varias ovejas blancas sobre los colores de una bandera española, mientras una de ellas expulsaba a una oveja negra de una patada. Imágenes propagandísticas similares habían sido ya utilizadas por el SVP suizo y la DVU alemana.
En noviembre de 2007 la revista Interviú publicó un reportaje en el que se incluía una grabación oculta de un concierto organizado por la sección juvenil del partido en el que se oyeron tanto al público como a miembros de algunos grupos invitados por el partido proferir gritos como «Heil Hitler», «Sieg Heil» o «Duce».
Asimismo, el 11 de noviembre de 2007 fue asesinado Carlos Palomino, un joven vinculado al movimiento antifascista, a manos del soldado Josué Estébanez, quien se dirigía a una manifestación contra la inmigración organizada por Democracia Nacional Joven. El partido en un principio se desvinculó del asesinato, pero años después, ya con el asesino condenado, hizo campaña pidiendo su libertad con la frase «defender tu vida no es un delito».
Por otra parte se invitó a David Duke, exmiembro del KKK y supremacista blanco, a que diera una conferencia en Madrid en noviembre de 2007.
En 2008, el partido denunció al director del diario Odiel Información por haberle acusado de ser un partido nazi. La sentencia en primera instancia, recurrida por el partido, negó cualquier delito y avaló, de acuerdo a sus mensajes políticos y sus acciones, dicha calificación.
En 2009 tras una denuncia interpuesta por Democracia Nacional a Odiel Información y a su director por un presunto delito contra el honor, la justicia absolvió a estos últimos, avalando llamar «nazi» al partido.
En julio de 2013 se unió junto a La Falange, Alianza Nacional, Nudo Patriota Español y el Movimiento Católico Español a la iniciativa La España en Marcha (LEM); en la Diada de ese mismo año miembros de LEM protagonizaron unos altercados en el Centro Cultural Blanquerna de la Generalidad de Cataluña, tras los cuales hubo doce detenidos.
También ha celebrado solsticios y se ha acercado a sectores de la extrema derecha, celebrando junto a Blas Piñar, antiguo líder de Fuerza Nueva, o José Luis Corral, líder de Acción Juvenil Española los 20-N.[cita requerida]
Están relacionados estrechamente con Amanecer Dorado. En este sentido, en 2014 copiaron la iniciativa de la organización griega al anunciar que distribuirían comida solamente a necesitados españoles.

## Resultados electorales

### Cortes Generales
| Elecciones | Líder                   | Congreso | Congreso | Congreso | Congreso | Senado  | Senado | Posición | Gobierno           |
| Elecciones | Líder                   | Votos    | %        | Escaños  | +/−      | Escaños | +/−    | Posición | Gobierno           |
| ---------- | ----------------------- | -------- | -------- | -------- | -------- | ------- | ------ | -------- | ------------------ |
| 2000       | Manuel Canduela Serrano | 9.562    | 0,04%    | 0/470    | ±0       |         |        | #33      | Extraparlamentario |
| 2004       | Manuel Canduela Serrano | 15.180   | 0,06%    | 0/470    | ±0       |         |        | #27      | Extraparlamentario |
| 2008       | Manuel Canduela Serrano | 12.836   | 0,05%    | 0/472    | 0        |         |        | #29      | Extraparlamentario |
| 2011       | Manuel Canduela Serrano | 1.867    | 0,01%    | 0/473    | 0        |         |        | #38      | Extraparlamentario |
| 2015       | Manuel Canduela Serrano | 1.704    | 0,01%    | 0/350    | 0        | 0/207   | 0      | #35      | Extraparlamentario |

### Parlamento europeo
| Elecciones | Votos                             | %                                 | Posición                          | Escaños |
| ---------- | --------------------------------- | --------------------------------- | --------------------------------- | ------- |
| 1999       | 8.053                             | 0,04                              | 31                                | 0/12    |
| 2004       | 6.314                             | 0,04                              | 17                                | 0/12    |
| 2009       | 9.950                             | 0,06                              | 20                                | 0/12    |
| 2014       | 13.079                            | 0,08                              | 27                                | 0/12    |
| 2019       | Dentro de ADÑ–Identidad Española. | Dentro de ADÑ–Identidad Española. | Dentro de ADÑ–Identidad Española. | 0/54    |